# Коссак Михайло (народовець)
Миха́йло Ко́ссак (бл. 1815, Дрогобич — 12 квітня 1890, Болехів, нині Івано-Франківська область) — львівський міщанин, громадський діяч-народовець, етнограф та історик.

## Життєпис
Початкову шкільну освіту здобув у Дрогобичі, а потім навчався в Бучацькій василіянській гімназії, де його стрийко о. Еміліян Коссак, ЧСВВ був учителем. Згодом вивчав економічну справу, а після 1848 року працював у Відні перекладачем у Міністерстві. У Відні захворів на очі, вийшов на пенсію і повернувся до Галичини.
Брав участь у житті руських (українських) товариств і займався літературною працею. Передусім любив етнографію та історію. В 1850 році був редактором першої газети українською народною мовою «Зоря Галицька» (під його редакторством вийшли номери з 64 по 90). Від 1860 року — управитель друкарні Ставропігійського інституту. В 1862—1863 роках видавав календар «Львовянинъ».
Деякий час був прокуратором (економом) Провінції отців василіян і, маючи доступ до архівів, видав цінну працю з історії Василіянського Чину: «Шематизм провинціи чина св. Василія Великого въ Галиціи» (1867).
В останніх роках займався дослідженням історії міста Львова. Належав до засновників газети народовецького напрямку «Діло» і підписувався як відповідальний редактор. Кілька років перед смертю продав у Львові свою каменицю і переїхав до Болехова, де й помер 12 квітня 1890 року.